# Michelle Williams (színművész)
Michelle Ingrid Williams (Kalispell, 1980. szeptember 9. –) kétszeres Golden Globe és Emmy-díjas amerikai színésznő. 
Korai szerepei közül a Dawson és a haverok című tinisorozat tette ismertté. Az igazi áttörést a Brokeback Mountain – Túl a barátságon című film hozta meg számára.

## Élete
Kalispellben, Montanában született, anyja Carla háztartásbeli, apja Larry Williams, árukereskedő. Öt testvér közül ő a legidősebb. Van egy húga, Paige és három öregebb féltestvére az apja első házasságából – Jason, Kelley és Sara. Kilencéves korában a család San Diegóba költözött. Michelle már fiatal korában érdeklődni kezdett a színészet iránt, de szülei nem nézték jó szemmel. A kilencedik osztály elvégzése után a Santa Fe-beli keresztény iskolában folytatta tovább tanulmányait, majd Solana Beach-en, Kaliforniában tanult, végül otthagyta az iskolát a Dawson és a haverok című sorozat kedvéért.

## Pályafutása
Karrierje kisebb televíziós szerepekkel kezdődött, szerepelt többek között a Lassie-ben, a Baywatch és az Egyről a kettőre sorozatokban is. Első filmes szerepét 1997-ben a Nincs kegyelem, tanár úrban kapta, nem sokkal később olyan neves színészekkel játszott együtt, mint Jamie Lee Curtis és Josh Hartnett a H20 – Halloween húsz évvel később-ben. Ezután kapta meg a Dawson és a haverok egyik főszerepét, Jennifer Lindley-t, amelyet hat szezonon át sikerrel alakított. A sorozat alatt számos filmben játszott, első főszerepét 1999-ben kapta a Watergate-botrányból készült szatírában, a Fruska Gate-ben, ahol Kirsten Dunsttal szerepelt együtt. 2005-ben megkapta karrierje eddigi legjelentősebb szerepét a Brokeback Mountain – Túl a barátságonban, amely szerepéért Golden Globe-, BAFTA- és Oscar-díj jelölés kapott a legjobb női mellékszereplő kategóriában. 2006-ban a Vergődő sólyomban tűnt fel.

## Magánélete
A Brokeback Mountain – Túl a barátságon forgatásán találkozott Heath Ledgerrel, ahol egy házaspárt alakítottak. 2004-ben a színész eljegyezte őt, összeköltöztek, majd 2005. október 28-án kislányuk született, Matilda Rose. A kislány keresztszülei Jake Gyllenhaal, a Brokeback Mountain – Túl a barátságon egyik főszereplője és Busy Philipps.
2007 augusztusában az Us Weekly lehozta, hogy Ledger és Williams szakított. 2007. szeptember 2-án a People.com jelentette, hogy Williams és Ledger úgy döntöttek, három év után szakítanak. A hírt ők maguk nem erősítették meg. A pletykát, miszerint Williams és Ledger felbontották kapcsolatukat, 2007 szeptemberében erősítette meg a színésznő apja, Larry a sydneyi Daily Telegraphnak. Egy 2008. januári interjúban Michelle a szakításukról és az egyedülálló anyaság nehézségeiről beszélt.
Heath Ledgert 2008. január 22-én holtan találták a New York-i lakásában; egy forrás jelentette az Us Weeklynek, hogy Michelle egy szállodai szobában volt Svédországban, mikor megtudta a hírt, zokogott és sikítozott. Heath Ledger, halála után, sok posztumusz díjat kapott a A sötét lovagban Joker megformálásáért, de Michelle nem fogadta el azokat az ő nevében.
2008 júliusától 2009 szeptemberéig Spike Jonze rendezővel élt együtt.

## Filmográfia

### Film
| Év   | Magyar cím                            | Eredeti cím                   | Szerep                  | Magyar hang       |
| ---- | ------------------------------------- | ----------------------------- | ----------------------- | ----------------- |
| 1994 | Lassie hazatér                        | Lassie                        | April Porter            | Csondor Kata      |
| 1995 |                                       | Timemaster                    | Annie                   |                   |
| 1995 | A lény                                | Species                       | Sil fiatalon            | Simonyi Piroska   |
| 1997 | Ezer hold                             | A Thousand Acres              | Pammy                   |                   |
| 1998 | H20 – Halloween húsz évvel később     | Halloween H20: 20 Years Later | Molly Cartwell          | Szénási Kata      |
| 1999 | Fruska Gate                           | Dick                          | Arlene Lorenzo          | Zsigmond Tamara   |
| 1999 | Mentsd meg a pom-pomlányt!            | But I'm a Cheerleader         | Kimberly                |                   |
| 2001 | Parfüm                                | Perfume                       | Halley                  |                   |
| 2001 | Se veled, se nélküled                 | Me Without You                | Holly                   | Zsigmond Tamara   |
| 2001 | A Prozac népe                         | Prozac Nation                 | Ruby                    |                   |
| 2003 | A fiatalkorú                          | The United States of Leland   | Julie Pollard           | Vadász Bea        |
| 2003 | Az állomásfőnök                       | The Station Agent             | Emily, a könyvtároslány | Ruttkay Laura     |
| 2004 | A bőség földje                        | Land of plenty                | Lana                    | Nemes Takách Kata |
| 2004 | Családom titkai                       | Imaginary Heroes              | Penny Travis            | Molnár Ilona      |
| 2004 |                                       | A Hole in One                 | Anna Watson             |                   |
| 2005 | Rabiga előtt (Lepattanó)              | The Baxter                    | Cecil Mills             | Nemes Takách Kata |
| 2005 | Brokeback Mountain – Túl a barátságon | Brokeback Mountain            | Alma Beers Del Mar      | Györgyi Anna      |
| 2006 | Vergődő sólyom                        | The Hawk Is Dying             | Betty                   |                   |
| 2006 | Mi a gond velem?                      | The Hottest State             | Samantha                |                   |
| 2007 | I'm Not There – Bob Dylan életei      | I'm Not There                 | Coco Rivington          | Zsigmond Tamara   |
| 2008 | Szex telefonhívásra                   | Deception                     | S                       | Huszárik Kata     |
| 2008 | Gyújtóbomba                           | Incendiary                    | fiatal anya             | Nemes Takách Kata |
| 2008 | Kis-nagy világ                        | Synecdoche, New York          | Claire Keen             | Roatis Andrea     |
| 2008 | Wendy és Lucy                         | Wendy and Lucy                | Wendy                   | Szabó Zselyke     |
| 2009 | Mamut                                 | Mammoth                       | Ellen Vidales           | Major Melinda     |
| 2010 | Blue Valentine                        | Blue Valentine                | Cindy                   | Nemes Takách Kata |
| 2010 | Viharsziget                           | Shutter Island                | Dolores Chanal          | Gubás Gabi        |
| 2010 |                                       | Meek's Cutoff                 | Emily Tetherow          |                   |
| 2011 | Egy hét Marilynnel                    | My Week With Marilyn          | Marilyn Monroe          | Szinetár Dóra     |
| 2011 | Volt egy tánc                         | Take This Waltz               | Margot                  | Mezei Kitty       |
| 2013 | Óz, a hatalmas                        | Oz the Great and Powerful     | Annie / Glinda          | Roatis Andrea     |
| 2015 | Francia szvit                         | Suite Française               | Lucile Angellier        | Tóth Ildikó       |
| 2016 | A régi város                          | Manchester by the Sea         | Randi Chandler          | Szinetár Dóra     |
| 2016 | Egyes nők                             | Certain Women                 | Gina                    | Szinetár Dóra     |
| 2017 |                                       | Wonderstruck                  | Elaine                  |                   |
| 2017 | A legnagyobb showman                  | The Greatest Showman          | Charity Barnum          | Bognár Anna       |
| 2017 | A világ összes pénze                  | All the Money in the World    | Gail Harris             | Ruttkay Laura     |
| 2018 | Túl szexi lány                        | I Feel Pretty                 | Avery LeClaire          | Fodor Annamária   |
| 2018 | Venom                                 | Venom                         | Anne Weying             | Németh Borbála    |
| 2019 | Esküvő után                           | After the Wedding             | Isabel                  | Zsigmond Tamara   |
| 2021 | Venom 2. – Vérontó                    | Venom: Let There Be Carnage   | Anne Weying             | Németh Borbála    |
| 2022 |                                       | Showing Up                    | Lizzie Carr             |                   |
| 2022 | A Fabelman család                     | The Fabelmans                 | Mitzi Fabelman          | Nemes Takách Kata |
| 2022 | A Fabelman család                     | The Fabelmans                 | Mitzi Fabelman          | Németh Borbála    |

### Televízió

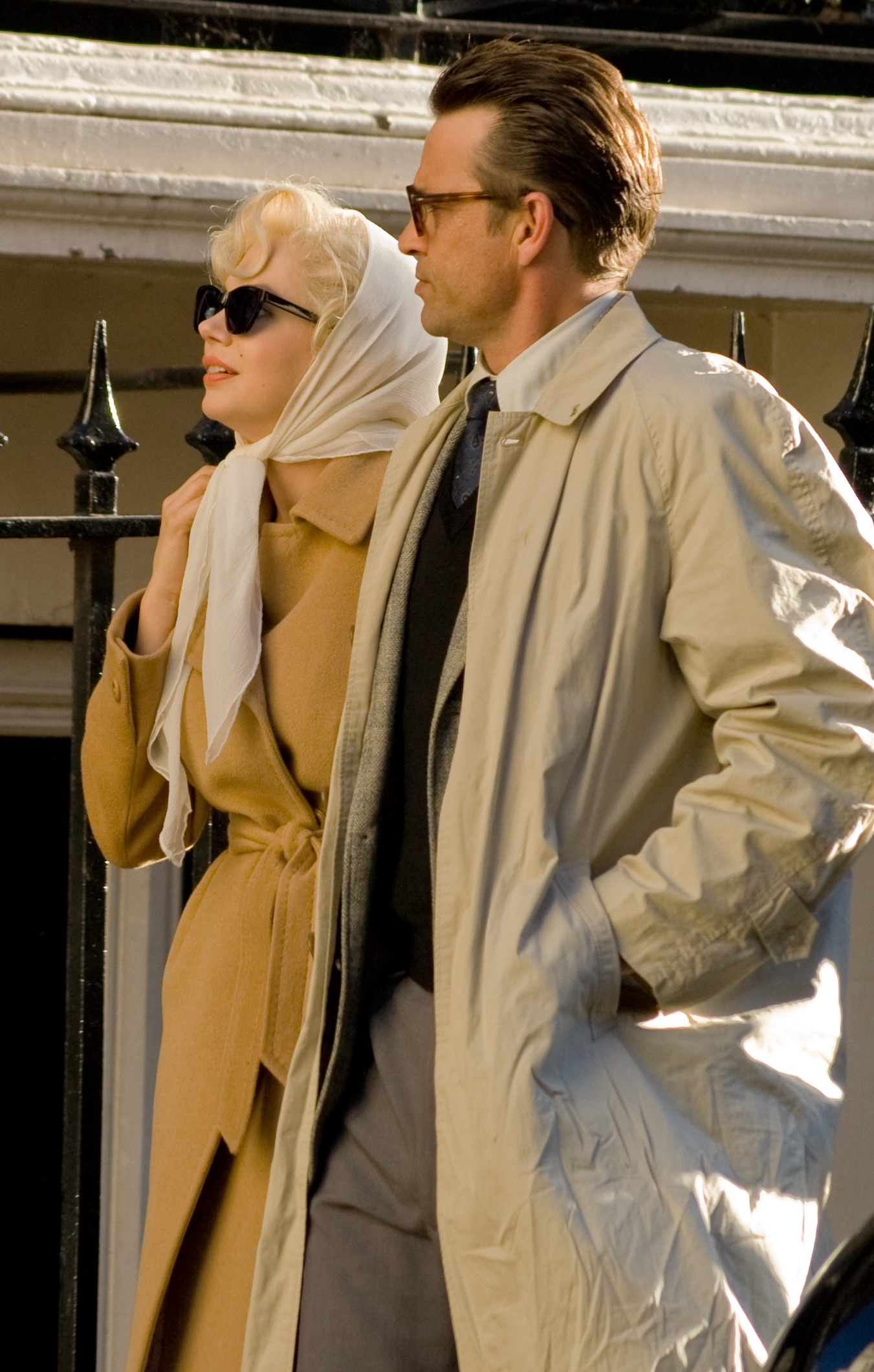
Dougray Scott-tal az Egy hét Marilynnel forgatásán (2011)

| Év        | Magyar cím                      | Eredeti cím                 | Szerep               | Megjegyzések                                                                               |
| --------- | ------------------------------- | --------------------------- | -------------------- | ------------------------------------------------------------------------------------------ |
| 1993      | Baywatch                        | Baywatch                    | Bridget              | 1 epizód                                                                                   |
| 1994      | Egyről a kettőre                | Step by Step                | J.J.                 | 1 epizód                                                                                   |
| 1995      | Házi barkács                    | Home Improvement            | Jessica Lutz         | 1 epizód                                                                                   |
| 1995      |                                 | Raising Caines              | Trish Caines         | főszereplő (1. évad)                                                                       |
| 1996      | A fiam ártatlan!                | My Son Is Innocent          | Donna Winston        | tévéfilm                                                                                   |
| 1997      | Nincs kegyelem, tanár úr        | Killing Mr. Griffin         | Maya                 | tévéfilm                                                                                   |
| 1998–2003 | Dawson és a haverok             | Dawson's Creek              | Jen Lindley          | - főszereplő - magyar hangja: - Németh Borbála                                             |
| 2000      | Ha a falak beszélni tudnának 2. | If These Walls Could Talk 2 | Linda                | tévéfilm                                                                                   |
| 2013      | Született szinglik              | Cougar Town                 | Laurie mostohanővére | 1 epizód                                                                                   |
| 2019      | Fosse/Verdon                    | Fosse/Verdon                | Gwen Verdon          | - minisorozat (8 epizód) - főszereplő és vezető producer - magyar hangja: - Németh Borbála |

## Díjak, jelölések
- Brokeback Mountain – Túl a barátságon
  - Golden Globe-díj (2006) - Legjobb női mellékszereplő jelölés
  - BAFTA-díj (2006) - Legjobb női mellékszereplő jelölés
  - Oscar-díj (2006) - Legjobb női mellékszereplő jelölés
- Blue Valentine
  - Oscar-díj (2010) - Legjobb női főszereplő jelölés
  - Golden Globe-díj (2010) - Legjobb női főszereplő jelölés
- Egy hét Marilynnel
  - Golden Globe-díj (2011) - Legjobb női főszereplő
  - Oscar-díj (2011) - Legjobb női főszereplő jelölés
  - BAFTA-díj (2011) - Legjobb női főszereplő jelölés
- A régi város
  - Golden Globe-díj (2017) - Legjobb női mellékszereplő
  - Oscar-díj (2017) - Legjobb női mellékszereplő jelölés
  - BAFTA-díj (2017) - Legjobb női mellékszereplő jelölés
- A világ összes pénze
  - Golden Globe-díj (2018) - Legjobb női főszereplő jelölés
- A Fabelman család
  - Golden Globe-díj (2023) - Legjobb női főszereplő jelölés
  - Oscar-díj (2023) - Legjobb női főszereplő jelölés

## Fordítás
- Ez a szócikk részben vagy egészben  a   Michelle Williams (actress) című angol Wikipédia-szócikk fordításán alapul.  Az eredeti cikk szerkesztőit annak laptörténete sorolja fel. Ez a jelzés csupán a megfogalmazás eredetét és a szerzői jogokat jelzi, nem szolgál a cikkben szereplő információk forrásmegjelöléseként.